# Kama Sutra (gusano de computadora)
El gusano Kama Sutra, también conocido como Gusano Negro, Nyxem, Blackmal y Grew.A es un tipo de malware que infecta a las PC que usan Microsoft Windows.
Descubierto el 16 de enero de 2006, Kama Sutra fue diseñado para destruir archivos comunes como Microsoft Word, Excel y Power Point cuando cada calendario de computadora marcara el 3 de febrero y en el 3 de cada mes siguiente.     
El gusano llegaba vía correo electrónico, tentando a los usuarios de computadoras con promesas de fotos sensuales. Las líneas de asunto incluían "Fantasías de colegialas salen mal", "Película Ardiente", "Sexo loco ilegal!" e "Imágenes de Kama Sutra". Cuando los usuarios hacían clic en el adjunto, la máquina se infectaba. Una vez ejecutado, el gusano podía corromper y sobreescribir muchos de los archivos comunes de Windows tipo doc, pdf, zip y xls entre otros; la información era cambiada y se convertía en irrecuperable. El gusano también trata de desactivar el software de antivirus.
Según las compañías de seguridad F-Secure y TrendMicro fue la infección más frecuente en algunos días de enero de ese año pero al final no tuvo el impacto que se temió en algún momento.